# Guido da Pisa (geografo)
Guido da Pisa (Pisa, ... – XII secolo) è stato un geografo italiano.

## Biografia
Della sua vita non si conosce praticamente nulla. Il Liber Maiolichinus cita un Vido, illustre e colto levita - cioè diacono - che partecipò nel 1113 all'impresa pisana contro i Saraceni nelle isole Baleari, notizia corrispondente a fonti d'archivio pisane di un Guido diacono partecipante alla spedizione delle Baleari.

## Opere
Diverse fonti citano un Guido compilatore di testi storici e geografici. 

Nella raccolta che costituisce il codice Vaticanus latinus 11.564 della Biblioteca apostolica Vaticana, egli unì le Chronica maiora di Isidoro di Siviglia con le Historiae adversus paganos di Paolo Orosio, aggiungendo (c. 184 recto) la notizia di un terremoto avvenuto a Pisa nel 1117.
Un'altra compilazione, contenuta nel codice Egerton 818 della British Library di Londra, comprende le Collectanea rerum memorabilium di Gaio Giulio Solino e il De septem miraculis mundi del venerabile Beda, e si conclude con sei esametri nei quali Guido si presenta come autore della raccolta: «Me Guido collegit studiose» (c. 52 recto).
L'opera più nota di Guido è la Geographica, in quattro libri: il primo libro, composto da brani tratti dalla Cosmographia dell'Anonimo ravennate, dall'Historia Longobardorum di Paolo Diacono e dalle Collectanea di Solino, descrive i territori dei quali si componeva l'Impero romano; il secondo libro descrive brevemente l'antica società romana, seguendo le Etymologiae di Isidoro di Siviglia, il terzo tratta della geografia, seguendo ancora l'Anonimo ravennate, e il quarto libro descrive la guerra di Troia secondo il De excidio Troiae historia di Darete Frigio e le gesta di Alessandro Magno dello Pseudo-Callistene.
Il nome dell'autore è presente sia nel prologo - «ego Guido inductus pro scientia mea» - che alla fine dell'opera - «Ex quibus haec Guido documenta decora reliquit» - menzionando anche l'anno in cui fu scritta l'opera: «anno ab incarnatione eius millesimo centesimo XIX».
L'opera è contenuta nel codice Bruxellensis 3897-3919 della Bibliothèque Royale di Bruxelles; parzialmente nel Florentinus Riccardianus 881, nel Mediolanensis Ambrosianus R 114, nel Romanus Sessorianus 286 della Biblioteca nazionale di Roma, e nel Caesareus CCCXXXIII, Endlicheri 3.190 di Vienna.